# Arroyo Urugua-í
El arroyo Urugua-í o Grande , llamado así para diferenciarlo del topónimo Uruguay, es un curso de agua ubicado en la provincia de Misiones, Argentina que desagua en el río Paraná.
El mismo nace en la sierra de Misiones, cerca de la ciudad de Bernardo de Irigoyen. Desagua en el Paraná al sur de la localidad de Puerto Bosetti y al noroeste del centro de la localidad de Puerto Libertad, en el departamento Iguazú.
Su cuenca, una de las más extensas de la provincia, está delimitada por las sierras Morena, de Misiones y de la Victoria, abarcando parte de los departamentos de Iguazú y General Belgrano. 
La parte superior y media de la misma se encuentra protegida por el parque provincial Urugua-í.
El arroyo sigue una dirección preferentemente sureste - noroeste y recibe gran cantidad de afluentes que bajan de las 3 sierras mencionadas, entre los que se destacan los arroyos Uruguay y Uruzú por la margen derecha y el arroyo Falso Urugua-í por la margen izquierda. Antes de alcanzar el valle formado por el río Paraná, el Urugua-í desciende abruptamente formando saltos de agua, uno ha sido aprovechado mediante la represa de Urugua-í y el otro, ubicado más abajo es el salto Urugua-í.